# Sunja (rijeka)
Sunja je rijeka u Hrvatskoj, desni pritok rijeke Save.